# Puerto Rico ved sommer-OL 2020
Puerto Rico deltog under Sommer-OL 2020 i Tokyo som blev afviklet i perioden 23. juli til 8. august 2021.

## Medaljer
| 2020 Tokyo  | Guld | Sølv | Bronze | Total |
| Puerto Rico | 1    | 0    | 0      | 1     |

### Medaljevinderne
| Puerto Rico under sommer-OL 2020 i Tokyo | Puerto Rico under sommer-OL 2020 i Tokyo | Puerto Rico under sommer-OL 2020 i Tokyo | Puerto Rico under sommer-OL 2020 i Tokyo | Puerto Rico under sommer-OL 2020 i Tokyo |
| Medalje                                  | Navn                                     | Sport                                    | Event                                    | Dato                                     |
| ---------------------------------------- | ---------------------------------------- | ---------------------------------------- | ---------------------------------------- | ---------------------------------------- |
| Guld                                     | Jasmine Camacho-Quinn                    | Atletik                                  | 100 meter hækkeløb                       | 2. august                                |